# Сукоби у Републици Македонији (2001)
Сукоб у Републици Македонији 2001. године је био оружани сукоб који је трајао од јануара до новембра 2001. Сукоб је отпочео када су припадници албанске паравојне Ослободилачке националне армије (ОНА) напали на снаге безбедности Северне Македоније. Сукоб се одвијао више месеци са повременим прекидима, а окончан је потписивањем Охридског споразума у августу исте године.

## Сукоби
Дана 22. јануарa један полицајац је убијен, а двојица су рањена у ракетном нападу на полицијску станицу у селу Теарце код Тетова, где припадници албанске националности чине више од 80 процената становништва. То је био први напад за који је одговорност преузела до тада непозната албанска паравојна група ОНА.
Сукоби у Северној Македонији почињу 12. фебруара 2001. године у пограничном селу Танушевци, у планинској области на северозападу Македоније. 4. марта тројица македонских војника убијена су у близини Танушеваца.
Након тронедељних окршаја албански герилци се спуштају према Тетову. Током 14. марта почеле су борбе у брдима изнад Тетова и тог дана у борбама македонских снага са терористима убијена је једна а рањено 17 особа. Македонске снаге 23. марта крећу у широку акцију против припадника Ослободилачке националне армије на подручју Тетова и наносе им пораз, тако да 30. марта власт у Скопљу саопштава да је успоставила контролу над свим положајима које су држали терористи.
Дана 28. априла албански терористи су поставили заседу у селу Вејце код Тетова и убили осам македонских војника што изазива револт широм Македоније. Тај догађај је познат као масакр код Вејце.
Првих дана маја између три и четири хиљаде албанских герилаца упада са Косова и Метохије на македонску територију и у првом налету освајају седам македонских и српских села у околини Куманова. Дана 3. маја на том подручју убијена су два македонска војника а један је отет. Армија Републике Македоније започиње офанзиву у Кумановском крају. Током маја се воде тешке борбе око села Матејче, Слупчане, Ваксинце, Лојане, Липково, Оризаре, Отља.
Дана 26. маја македонска армија под борбом истерује терористе из села Ваксинце и Лојане и ослобађа их. Код Ваксинца је убијен и командант терориста са подручја Куманова, Фадиљ Нимани.
Дана 5. јуна у заседи пута на путу Гајре - Шипковица, у општини Тетово, од стране терориста убијено је пет македонских војника. Заседа је била слична оној у Вејцу месец дана раније.
Дана 9. јуна започиње нова офанзива македонске армије на кумановска села Слупчане и Липково.
Дана 12. јуна македонска влада која је до тада била несложна око начина решавања кризе, усваја мировни план председника Бориса Трајковског, у коме се захтева амнестија и подршка НАТО у разоружавању побуњеника. Овиме се зауставља офанзива македонске војске у околини Куманова. Албански терористи померају тежиште сукоба јужније, 13. јуна проглашавају село Арачиново, удаљено од Скопља само једанаест километара, слободном територијом.
Дана 20. јуна пропали су вишедневни преговори македонске владе и представника Албанаца.
Дана 21. јуна започиње офанзива армије на терористе у скопском селу Арачинову, село после три дана борбе пада у руке македонских снага. Међутим, Хавијер Солана и Питер Фајт успели су да убеде председника Трајковског да допусти да се 350 терориста, под заштитом НАТО, безбедно аутобусима евакуишу из Арачинова са комплет оружјем и опремом, што доводи до јаких протеста Македонаца у Скопљу, где неколико хиљада људи учествује у насилним демонстрацијама због западне подршке албанским побуњеницима.
У јулу се воде спорадичне борбе, а највећи напад терориста догодио се 22. јула када су напали македонске снаге код Тетова. Приликом напада код Тетова главни циљ ОНА било је македонско цивилно становништво, при чему је велики број Македонаца из тетовских села протеран. Трају вишедневне борбе, током којих је тешко рањен командант једне чете терориста на подручју Тетова Рахим Бећири, који је након неколико дана преминуо у болници у Приштини од задобијених рана.
Дана 28. јула уз међународно присуство почињу мировни преговори у Охриду.
Дана 1. августа постигнут је споразум о кључној тачки преговора - албанском језику у Македонији. Албански ће бити званични језик у областима где Албанци чине барем 20 процената укупног становништва.
Дана 5. августа постигнут је споразум о реформисању полицијских снага у областима настањеним Албанцима, чиме је отклоњена једна од последњих препрека за постизање мира.
Дана 7. августа непосредно пре наставка преговора, македонска полиција убила је петорицу припадника ОНА у нападу на једну кућу у Скопљу - што је први сукоб ове врсте у главном граду. Специјални изасланик НАТО Питер Фајт позива да се амнестирају припадници ОНА који добровољно предају оружје.
Дана 8. августа док преговарачи предвиђају успех преговора и потписивање мировног споразума у року од три дана, албански терористи су поставили заседу на ауто-путу Скопље - Тетово и убили десет македонских војника, што је најкрвавији напад од почетка сукоба. Тај догађај је познат као масакр код Карпалака.
Дана 10. августа албански терористи су поставили заседу код Љуботенских бачила код Скопља и убили осам македонских војника са две нагазне мине на путу. Истог дана, више од 600 припадника тзв. косовског заштитног корпуса и терориста ОНА напада село Радуша које брани 35 полицајаца. Они одолевају јаким дводневним нападима терориста, да би се 12. августа у борбе укључили македонски специјалци и војска. Терористи су разбијени и уз велике губитке су се разбежали назад у правцу Косова. Циљ терориста био је заузети Радушу као и изворе воде код оближњег села Рашче, који снабдевају питком водом добар део Скопља, чиме би изазвали хуманитарну катастрофу.
Дана 13. августа коначно је од стране македонских и албанских преговарача уз гаранцију специјалних изасланика САД и ЕУ потписан мировни споразум у Охриду, којим се предвиђа завршетак сукоба и разоружавање терориста. Иако ОНА није била директно укључена у преговоре, пристала је на постигнути договор. Разоружавање је у наредних месец дана спровео НАТО, завршивши операцију 27. септембра.
Дана 11. новембра иако је сукоб окончан, при откопавању локалитета за који се веровало да је масовна гробница македонских цивила, догодила се заседа албанских терориста у селу Требош код Тетова, приликом које су погинула тројица припадника специјалне јединице Лавови.